# IC 2073
IC 2073 је спирална галаксија у сазвјежђу Златна риба која се налази на листи објеката дубоког неба у Индекс каталогу.
Деклинација објекта је - 53° 11' 18" а ректасцензија 4h 26m 33,4s. Привидна величина (магнитуда) објекта IC 2073 износи 13,8 а фотографска магнитуда 14,5. IC 2073 је још познат и под ознакама ESO 157-29, IRAS 04253-5317, PGC 15102.